# Каморет
Каморе́т — заплавне озеро у Менському районі Чернігівської області, на правому березі Десни (басейн Дніпра), за 3 км на південний схід від села Блистова.
Довжина близько 1 км, ширина до 100 м, площа 0,1 км², глибина до 3,5 м. Улоговина округло-видовженої форми. Береги підвищені, поросли верболозом. Живлення мішане.
Температура води влітку до +20 °C, на глибині 0,5 м від поверхні, +11,5 °C на глибині 0,5 м від дна. Узимку замерзає. Прозорість води до 0,9 м. Дно вкрите мулистими відкладами.
З рослин поширені осока, стрілолист звичайний, латаття біле.
Водяться щука, карась, окунь, плітка, краснопірка та інші; є бобри; на берегах озера — місця гніздування водоплавних птахів.
Каморет — у межах Каморетського заказника.